# Чербу (Алба)
Чербу (рум. Cerbu) насеље је у Румунији у округу Алба у општини Бучум. Oпштина се налази на надморској висини од 657 m.

## Становништво
Према подацима из 2002. године у насељу је живело 121 становника, од којих су сви румунске националности.